# Piazza di Porta Ravegnana
La piazza di Porta Ravegnana (chiamata anticamente Porta Ravennate) è una piazza cittadina nel centro di Bologna. Situata all'estremità est di via Rizzoli e attigua a piazza della Mercanzia, è caratterizzata dalla presenza delle due torri.

## Storia

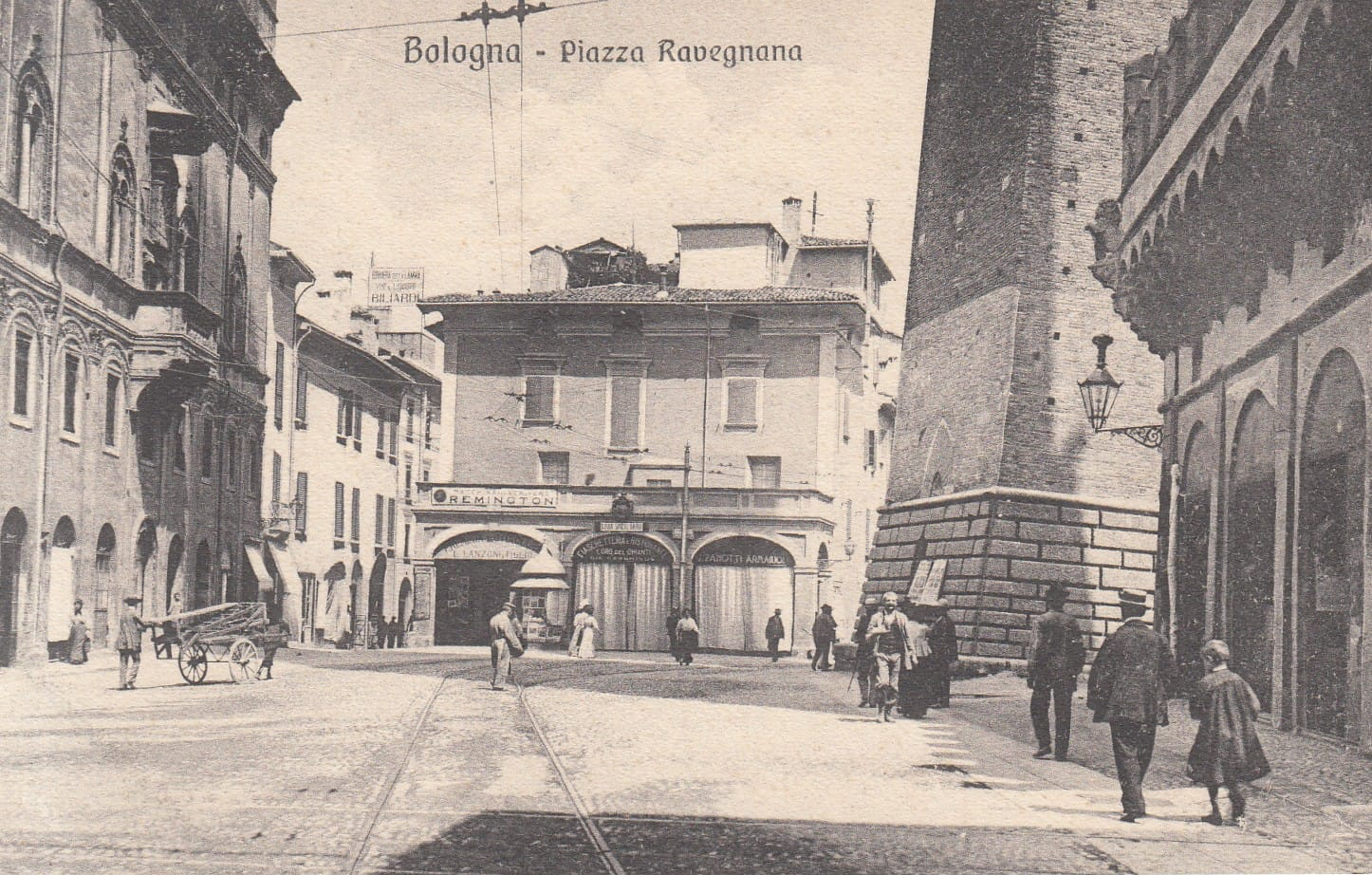
Piazza di Porta Ravegnana come si presentava all'inizio del XX secolo

La piazza deve il suo nome all'antica presenza in quel luogo della porta delle mura cittadine chiamata porta Ravennate o Ravegnana, in quanto da lì si diparte la strada San Vitale diretta a Ravenna.
Attestata nel XI secolo come Trivio di porta Ravegnana, assunse il carattere di piazza alla fine del XIII secolo, quando il Comune di Bologna acquistò e fece abbattere diverse case nella zona.
Nel Medioevo la piazza ospitava uno dei mercati più importanti della città, dove si vendevano principalmente tessuti, ma anche mobili, pentole e altri prodotti.
In questo luogo era collocata la Croce dei Santi Apostoli ed Evangelisti, una delle quattro croci erette durante l'Alto Medioevo a protezione della città, secondo una tradizione volute dal vescovo di Milano Ambrogio o, secondo un'altra meno attendibile, dal vescovo di Bologna Petronio. La croce, così come le altre tre, venne rimossa nel 1798 (si trovano ora all'interno della basilica di San Petronio) e l'edicola che la proteggeva fu demolita.
Nel 1683 l’Arte dei Drappieri (detta anche "degli Strazzaroli") fece collocare nella piazza una statua raffigurante il patrono cittadino San Petronio, opera di Gabriello Brunelli. Fatta spostare all'interno della basilica di San Petronio nel 1871, fu ricollocata nel 2001.
Nel 1710 l'Arte dei Drappieri fece costruire alla base della torre Garisenda una chiesetta dedicata alla Madonna delle Grazie (detta Madonna di Porta), chiusa nel 1808 e demolita nel 1871 per favorire la viabilità della piazza.

## Descrizione

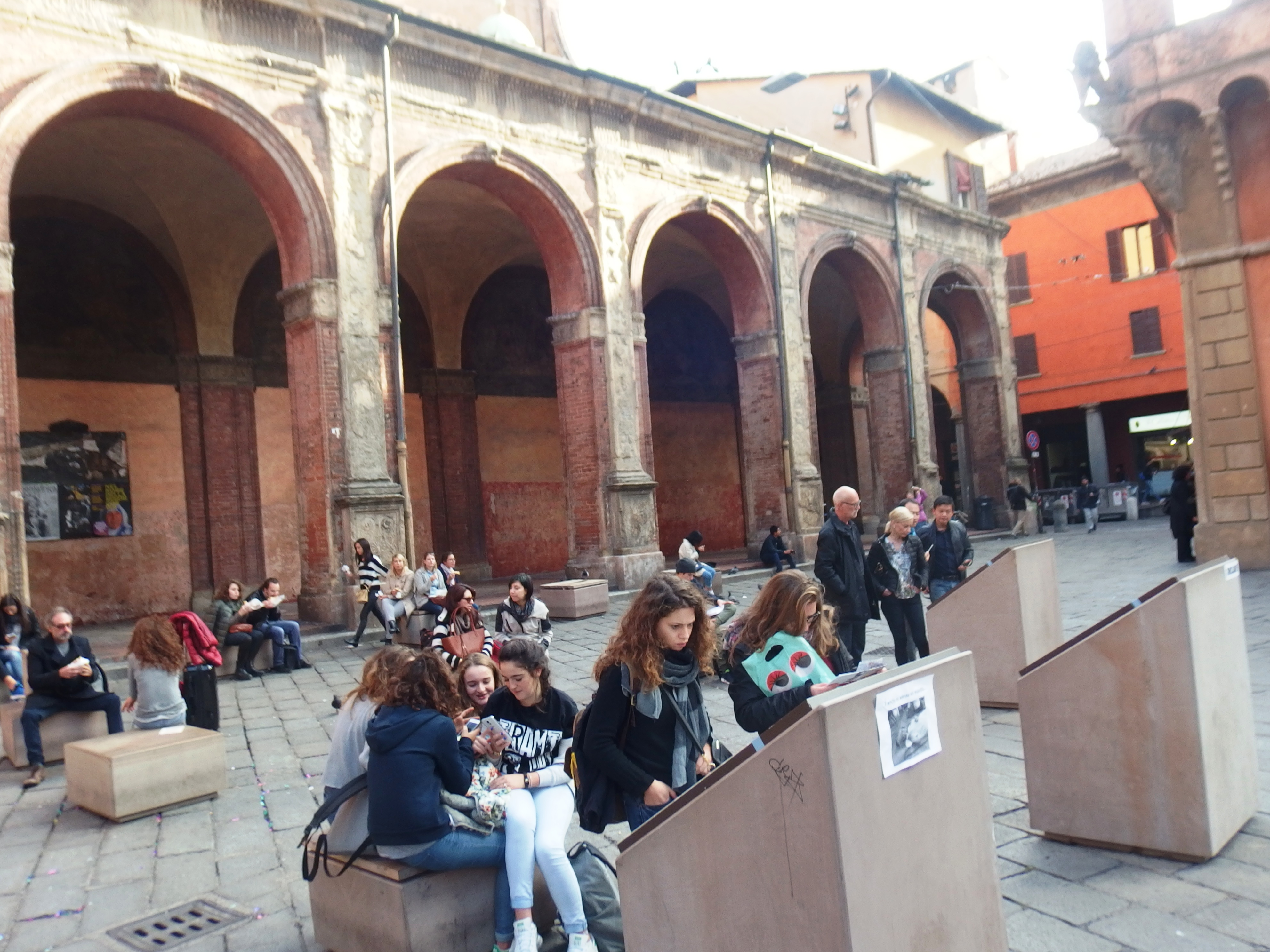
Scorcio della piazza

Un gran numero di arterie principali della città convergono nella piazza, tra cui la Strada Maggiore (tronco della via Emilia), la via di Castiglione, via Zamboni (anticamente Strada San Donato) e via San Vitale.
Nella piazza si trovano le torri Asinelli e Garisenda, simbolo della città di Bologna. Oltre alle due torri, la piazza ospita una statua del XVII secolo di san Petronio, patrono della città. Sul lato est della piazza si trova la chiesa dei Santi Bartolomeo e Gaetano, mentre sul lato ovest vi è il palazzo degli Strazzaroli, un tempo palazzo dell'Arte dei Drappieri.